# 上海纺织株式会社

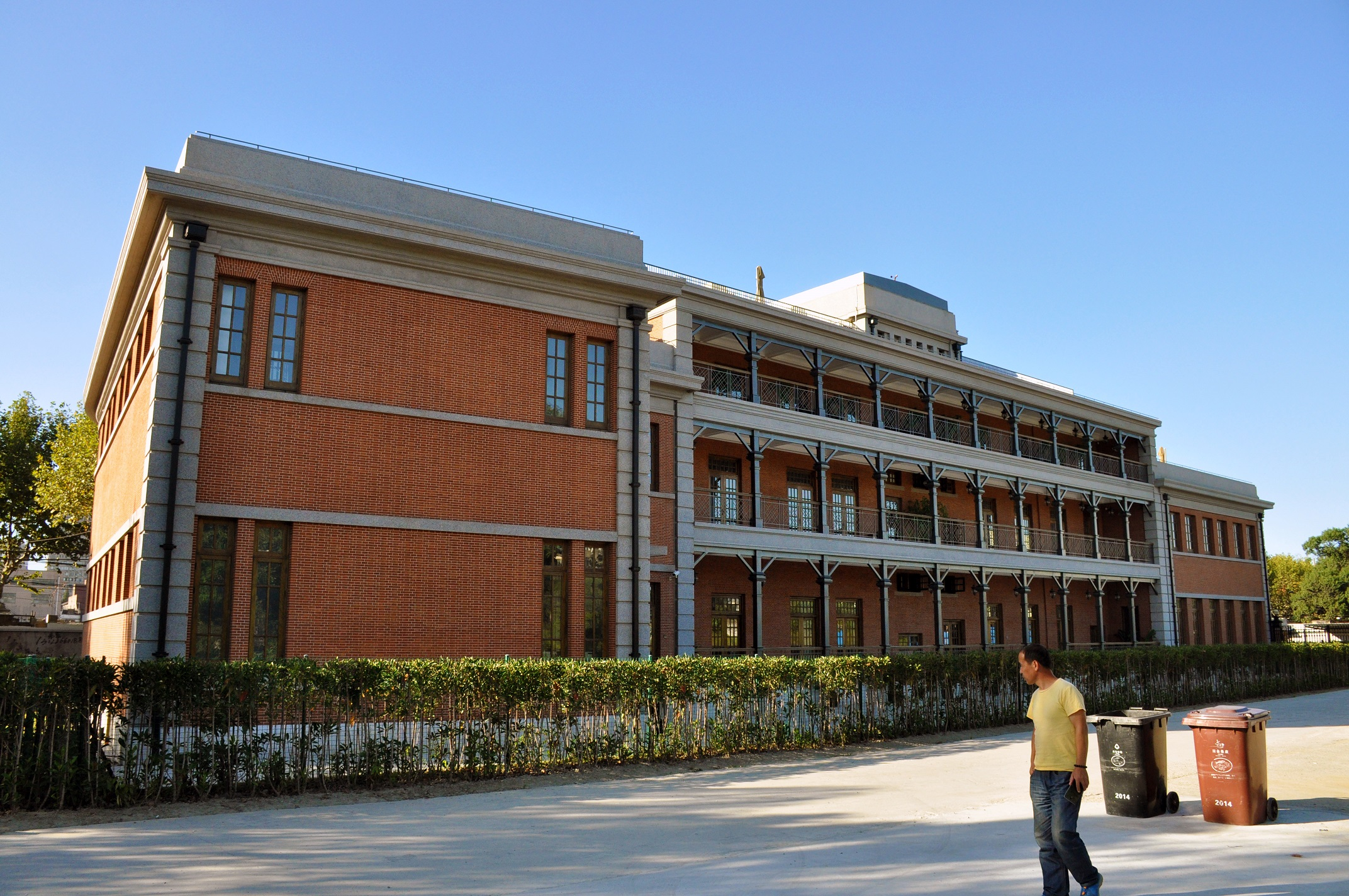
上海紡織株式會社舊址

上海纺织株式会社是中國上海歷史上的一家日資紡織企業。清光绪二十八年（1902年），三井物产上海支店长山本条太郎收买上海兴泰纱厂。光绪三十二年又（1906年）兼并上海大纯纱厂，大纯纱厂更名為三泰紗廠。光緒三十四年（1908年），兴泰纱厂與三泰紗廠组成上海纺织株式会社。兴泰纱厂更名為上海纺织株式会社第一廠，三泰紗廠更名為上海纺织株式会社第二廠。1945年被中華民國經濟部接收。1946年，被中國紡織建設公司接管，原第一廠更名上海第二製麻廠第一工場，第二廠更名上海第二製麻廠第二工場。後來第一工場更名上海滬東織布廠，第二工場成為上海第九棉紡織廠一部分。